# Пестрогрудый славковый медосос
Пестрогрудый славковый медосос (лат. Ramsayornis fasciatus) — вид птиц из семейства медососовых. Подвидов не выделяют.

## Распространение
Обитают на севере Австралии.

## Описание
Длина тела 13-14.5 см, вес птицы 12.5 г. Верх головы чёрный, с множеством белых отметин, узкая белая надбровная дуга (часто темно-коричневая с мелкими пятнами перед и за глазами); боковая сторона головы, подбородок и горло белые, узкая черноватая поясничная полоса и чёрно-коричневая скуловая полоса; верхняя сторона тела серо-коричневая, более темная на крыле и коротком хвосте, с размытыми черноватыми прожилками на спинке, перья на крыльях чёрные с белой каймой, низ тела белый, жирная черноватая ломаная перемычка на грудке сливается с чёрно-коричневыми пятнами на и темно-коричневыми прожилками на боках. Подхвостье темно-серое, подкрыло кремово-охристого цвета с темно-серым задним краем и кончиком. Цвет радужных оболочек насыщенный красно-коричневый, клюв темно-коричневато-серый, на базальной половине чёрный или грязно-розовый. Ноги грязно-розовые или розово-коричневые.
Оперение у представителей полов одинаковое, самец немного крупнее самки. Молодые особи похожи на взрослых, но верхняя часть головы у них светло-серо-коричневая с размытыми более темными пятнами, скуловая полоса более тусклая и менее заметная, с прожилками на грудке (без перемычек) темно-коричневого цвета, радужные оболочки от бледно-коричневого до серого цвета с желтым.

## Биология
Питаются в основном нектаром и беспозвоночными (преимущественно насекомыми, также пауками).
В кладке 1-3 (обычно 2) яйца. Строят гнездо и кормят птенцов как самка, так и самец. Гнездовым паразитизмом занимаются представители вида Cacomantis variolosus.